# 윤문희
윤문희(尹文姬, 1907년 9월 18일 - ?)는 조선후기의 무신 윤웅렬의 손녀이며, 독립운동가 겸 정치인, 사상가 윤치호의 셋째 딸이다. 대한민국 제4대 대통령 윤보선과는 6촌간이었다. 별칭은 마리(Mary), 본관은 해평.
연희전문학교 교수와 이화여자전문학교 교수를 역임한 후 서울대학교 법대 교수를 지낸 정광현은 그의 남편이다. 정광현은 우리나라 친족-상속법학의 비조(鼻祖)로 평가받고 있다. 1970년대 초에 정광현이 그의 지병을 치료하기 위하여 미국으로 건너갔을 때 동행하였으나, 그 후 생사 여부가 밝혀진 것이 전혀 없다.
일본으로 유학, 도쿄 대학 법과 대학을 졸업한 뒤 서울대학교 법과대학 교수를 지냈다는 인터넷 글이 많이 떠돌았으나, 이는 잘못된 것이다. 이와 같은 오류는 남편인 정광현의 이력을 윤문희의 것으로 혼동한데 비롯되었다.

## 가계
- 남편 : 정광현(鄭光鉉, 1902년 ~ 1980년 12월 7일)
  - 장남 : 정태웅(鄭泰雄[1])
  - 차남 : 정태진(鄭泰振, 의사)
- 언니: 윤보희, 이화여자대학교 음악대학 교수 역임
- 형부: 현영학(신학자, ? - 2004년)
- 친정아버지: 윤치호(尹致昊, 1865년 - 1945년)
- 친정어머니: 백매려
  - 조카: 윤승구, 송도학원 이사
- 6촌: 윤보선, 제4대 대한민국 대통령
- 5촌 당숙: 윤치영, 초대 내무부 장관, 제13대 서울특별시장

## 같이 보기
- 윤치호
- 윤치왕
- 윤웅렬
- 윤보선
- 윤치영